# Марія Великобританська (графиня Гервуд)
Марія, королівська принцеса та графиня Гервуд (Вікторія Олександра Еліс Мері; англ. Victoria Alexandra Alice Mary; 25 квітня 1897 — 28 березня 1965) — член британської королівської родини, єдина дочка короля Георга V і королеви Марії, сестра королів Едуарда VIII і Георга VI і тітка Єлизавети II. У Першу світову війну займалася благодійністю на підтримку військовослужбовців та їхніх родин. У 1922 році одружилася з Генрі Ласселсом, віконтом Ласселса (пізніше 6-м графом Гервуда). У 1932 році отримала титул королівської принцеси. Під час Другої світової війни була контролеркою допоміжної територіальної служби. У шлюбі мала двох синів, Джордж Ласселлес, 7-й граф Гервуд, і високоповажний Джеральд Ласселлс.

## Молодість і освіта

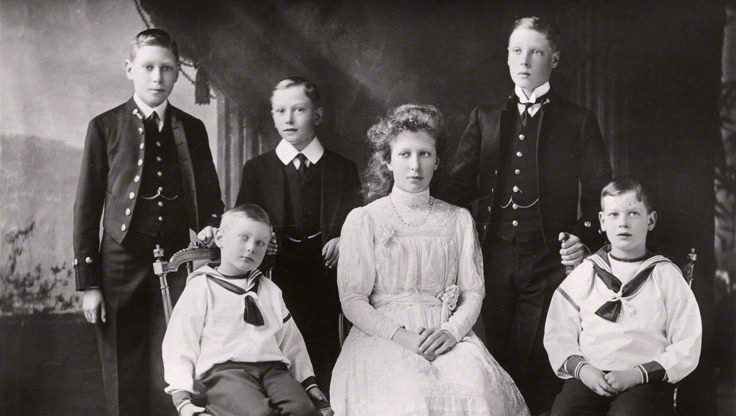
Принцеса Мері, в центрі, з п'ятьма братами

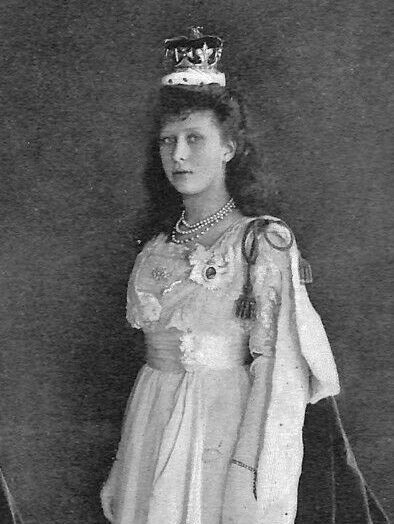
Принцеса Мері в короні в 1911 році

Принцеса Мері народилася 25 квітня 1897 року в Йорк-котеджі в маєтку Сандрінгем у Норфолку під час правління її прабабусі, королеви Вікторії. Вона була третьою дитиною і єдиною донькою герцога і герцогині Йоркських. Її батько був єдиним, хто вижив, з синів принца і принцеси Вельських, а мати була старшою дитиною і єдиною дочкою герцога і герцогині Текських. Її назвали Вікторія Александра Еліс Мері на честь її прабабусі по батьківській лінії — королеви Вікторії; бабусі по батьківській лінії – Олександри, принцеси Вельзької; бабусі по материнській лінії –Мері Аделаїди, герцогині Текської; і двоюрідної тітки – Аліси, великої герцогині Гессенської та Рейнської, з якою вона відсвяткувала день народження. Вона була відома під останнім зі своїх християнських імен Марія. На момент свого народження вона була п'ятою в черзі спадкоємства, її замінили її дід, батько та старші брати Едвард і Альберт.
Мері була хрещена в церкві Святої Марії Магдалини поблизу Сандрінгема 7 червня 1897 року Вільямом Далрімпл Маклаганом, архієпископом Йоркським. Її хрещеними батьками були: королева (її прабабуся); король Греції (її двоюрідний дядько по батькові); вдова імператора Росії (її двоюрідна тітка по батькові); принц і принцеса Вельзькі (її дідусь і бабуся по батьківській лінії); герцогиня Текська (її бабуся по материнській лінії); принцеса Вікторія Вельзька (її тітка по батькові); і принц Франц Текський (її дядько по материнській лінії). Її дідусь зійшов на престол у 1901 році, коли Марії було три роки.
Принцесу Мері навчали гувернантки, але вона ділила уроки зі своїми братами Едвардом, Альбертом і Генріхом. Вона вільно розмовляла німецькою та французькою мовами, і все життя цікавилася кіньми та кінними перегонами. Її перша державна поява відбулася на коронації її батьків, короля Георга V і королеви Марії у Вестмінстерському абатстві 22 червня 1911 року.

## Благодійна робота

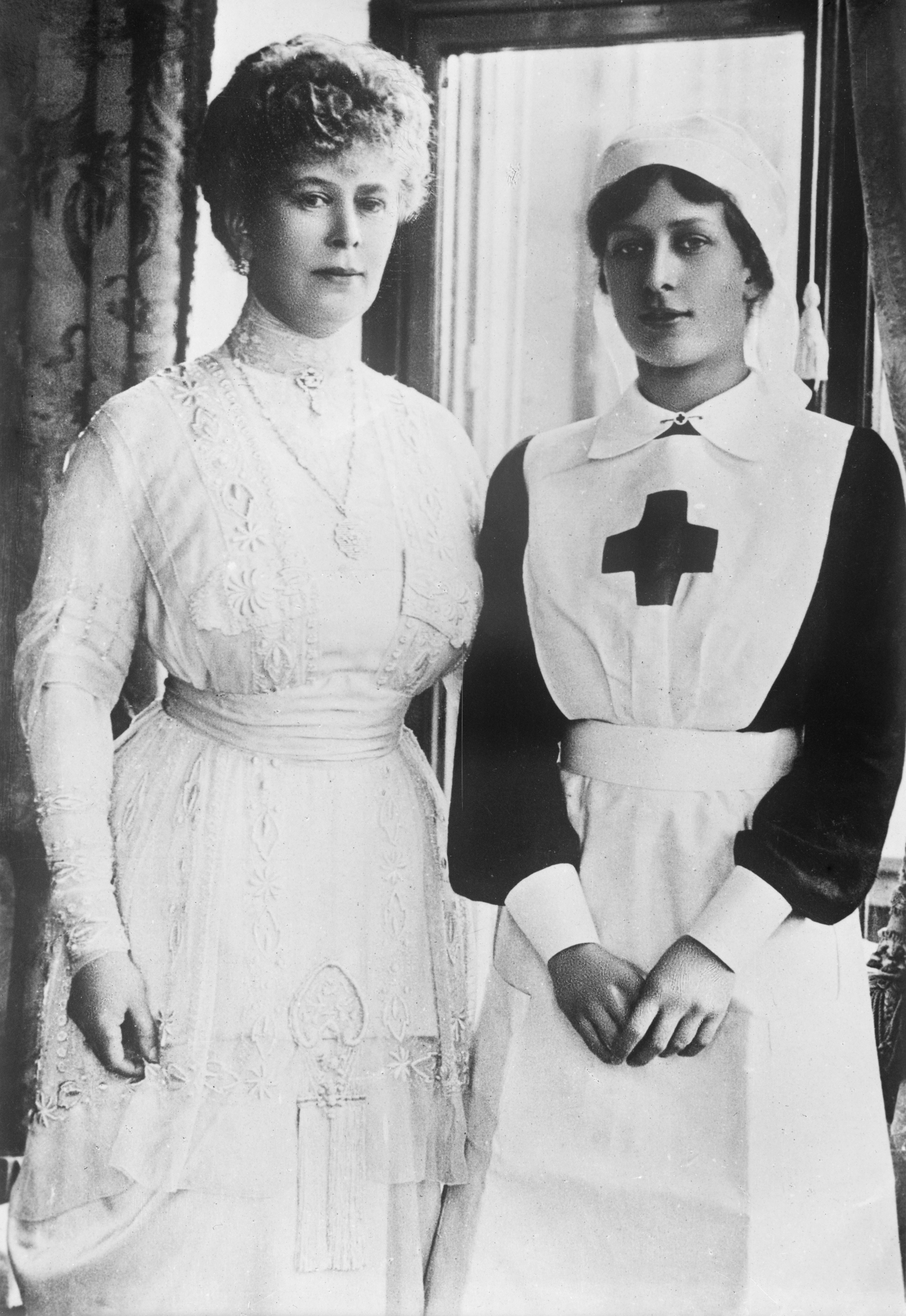
Принцеса (справа) з матір'ю королевою Марією під час Першої світової війни

Під час Першої світової війни принцеса Мері відвідувала лікарні та організації соціального забезпечення разом зі своєю матір'ю; допомога з проектами, щоб забезпечити комфорт британським військовослужбовцям і допомогу їхнім родинам. Одним із цих проектів був Фонд різдвяних подарунків принцеси Мері, через який на Різдво 1914 року британським солдатам і морякам було надіслано подарунків на загальну суму 100 000 фунтів стерлінгів, що еквівалентно 10,209,900 фунтів стерлінгів станом на 2023 рік.[5]
Вона брала активну участь у просуванні руху Дівчат-гідів (Girl Guide), Загін волонтерок (VAD) і Жіночу сухопутну армію (Land Girls). У червні 1918 року, після оголошення в Джентльмен, вона розпочала курси медсестер у лікарні Грейт-Ормонд-стріт, працюючи два дні на тиждень у відділенні Олександри.
20 листопада 1918 року принцеса Мері стала першим членом королівської родини, який відвідав Францію після перемир'я. Вона відвідала центри, пов'язані з Корпусом медсестер Королівської армії королеви Олександри або загонами добровільної допомоги, а також лікарні з пораненими солдатами.
Громадські обов'язки княгині Марії відображали її турботу про догляд за хворими, рух Дівчата-гіди та жіночі служби. У період до її одруження дівчата та жінки в Британській імперії на ім'я Мері або його варіанти (включаючи Марі, Мей і Міріам) об'єдналися, щоб створити «Мері Імперії» та пожертвували гроші на весільний подарунок. Вона передала цей фонд Асоціації дівчат-гідів для придбання маєтку Фоксліз, а після виставки своїх весільних подарунків вона також внесла половину доходів на ту ж справу, на утримання, загалом 10 000 фунтів стерлінгів, що дозволило проєкту йти вперед.
У 1920 році вона стала почесною президенткою Британської асоціації дівчат-гідів, і займала цю посаду до своєї смерті. Вона отримала нагороду «Срібна рибка», найвищу нагороду Дівчат-гідів для дорослих, на знак визнання її внеску в рух. У липні 2013 року повідомлялося, що британський Пате знайшов фільм кінохроніки 1927 року, в якому предки Кетрін Міддлтон, будучи лордами-мерами Лідса, приймали принцесу Мері в Християнській асоціації молодих жінок у Ганслеті, Лідс; і сер Чарльз Луптон, і його брат Г'ю Луптон були дядьками Олів Міддлтон, прабабусі принцеси Вельзької. У 1921 році принцеса стала першим патроном Незабутої асоціації, і займала цю посаду до своєї смерті в 1965 році. Перше різдвяне чаювання благодійної організації було організовано Мері та проведено в Сент-Джеймському палаці в 1921 році, коли вона запросила 600 поранених військовослужбовців на післяобідній чай, і з тих пір ця подія проводиться щорічно. У 1926 році принцеса Мері стала головною коменданткою загонів британського Червоного Хреста.
У 1920-х роках вона була патронесою Лідського триєнале музичного фестивалю. До 1940-х років принцеса Мері відвідувала вечори відкриття та багато виступів фестивалю, як і її син Джордж та його дружина, графиня Гервуд, уроджена Меріон Стайн, колишня концертуюча піаністка. Джордж був відомим музичним критиком, чия кар'єра включала роль художнього керівника Лідського триєнале музичного фестивалю.
У 1931 році її призначили патронесою Йоркширської жіночої ради з питань освіти. Вона також була патронесою патріотичного союзу дівчат денних шкіл.
У липні 1927 року повідомлялося, що на вечірці в саду на полі для крикету Гедінглі принцесі подали чай із членами родини Міддлтон, до якої входять пізніше Кетрін, принцеса Вельзька, серед присутніх була її прабабуся, Олів Міддлтон. Принцеса та її син, Джордж Ласселлс, 7-й граф Гервуд, були покровителями Йоркширського симфонічного оркестру, який грав на вечірках у їхньому будинку, Гарвуд-хаус. На цих концертах був присутній співзасновник оркестру Річард Ноель Міддлтон, який був у дружніх стосунках із принцесою. Дружина Міддлтона, Олів, була членом комітету принцеси зі збору коштів для загальної лікарні Лідса. Двоюрідна сестра Олів була членом комітету Елінор Г. Луптон, яка, як повідомляється, виступила із закликом зібрати кошти в 1933 році. Серед віце-президентів комітету були невістка принцеси, честь. Місіс Едвард Ласеллес, яка служила разом з Олів Міддлтон та її родичкою Джессі Беатріс Кітсон. У 1936 році принцеса Мері стала покровителькою лікарні Лідса.

## Шлюб і сім'я

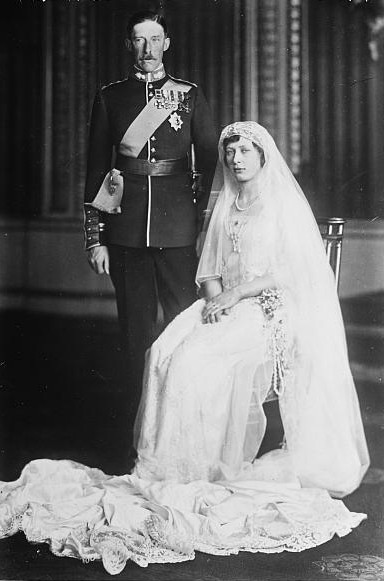
Весільний портрет принцеси Марії та віконта Ласселса 1922 року

28 лютого 1922 року принцеса Мері стала дружиною віконта Ласселса, старшого сина 5-го графа Гаревуда та його дружини, леді Флоренс Бріджмен, доньки 3-го графа Бредфорда Вестон-Парку. Нареченій було 24 роки, а нареченому — 39.
Їхнє весілля відбулося у Вестмінстерському абатстві та зібрало великі натовпи вздовж шляху до Букінгемського палацу. Ця церемонія стала першим королівським весіллям, про яке писали модні журнали, зокрема Vogue. Сукня нареченої була розроблена паном Равілем і містила емблеми Великої Британії та Індії. Це була перша королівська подія, в якій леді Елізабет Боуз-Лайон, подруга принцеси Мері, брала участь як одна з подружок нареченої. Пізніше вона стала дружиною брата Мері, принца Альберта, і стала королевою-консортом Сполученого Королівства після його вступу на престол у 1936 році.
У принцеси Мері та лорда Ласселлеса було двоє синів:
- Джордж Ласселлс, 7-й граф Гервуд (7 лютого 1923 — 11 липня 2011); одружився 1949 року з Маріон Стайн, мав дітей; розлучився 1967 року; одружився 1967 року з Патрицією Елізабет Таквелл, мав дітей.
- Високоповажний Джеральд Ласеллс (21 серпня 1924 — 27 лютого 1998); одружився 1952 року з Анжелою Даудінг, мав дітей; розлучився 1978 року; одружився з Елізабет Колінгвуд, мав дітей.

### Сімейні домівки та інтереси
Принцеса та її чоловік мали будинки в Лондоні (Честерфілд-хаус, Вестмінстер) і в Йоркширі (спочатку Голдсборо-гол, а пізніше Гарвуд-хаус). Перебуваючи в Голдсборо-голі, принцеса Мері наказала архітектору Сіднею Кітсону зробити внутрішні зміни, щоб пристосувати їх до виховання своїх двох дітей, а також ініціювала офіційну посадку довгих букових живоплотів від південної тераси до алеї лип, що тягнеться на чверть милі вниз. Липи були посаджені її родичами, які відвідували Зал протягом 1920-х років, включаючи її батька, короля Георга, і матір, королеву Марію.
Ставши графинею Гарвуд після смерті свого свекра, принцеса Мері переїхала до Харвуд-хаусу і виявила неабиякий інтерес до внутрішнього оздоблення та реконструкції родинної резиденції Ласселлів. Займаючись сільським господарством, принцеса Марія також стала експертом у розведенні великої рогатої худоби і входила до складу опікунської ради Королівського сільськогосподарського товариства Англії, президентом якого був її чоловік. У грудні 2012 року деякі речі принцеси були продані на аукціоні «Заячий ліс: Колекціонування в королівських традиціях», організованому Крістіз.
У першій половині ХХ століття вона регулярно їздила з полюванням до Bramham Moor Hunt — лорд Гаревуд був Майстром полювання — і розважала багатьох любителів кінних перегонів на домашніх вечірках у Гаревуді під час змагань у Везербі та Йорку.

## Королівська принцеса
6 жовтня 1929 року лорд Ласселлс, який після одруження отримав титул лицаря Підв'язки, змінив свого батька на посадах 6-го графа Гервуда, віконта Ласселеса та барона Гервуда. 1 січня 1932 року Георг V оголосив, що його єдина дочка повинна носити титул королівської принцеси, замінивши свою тітку, принцесу Луїзу, герцогиню Файф, яка померла роком раніше.
Королівська принцеса була особливо близькою до свого старшого брата, принца Вельзького, відомого як Девід у його близькій родині, який після смерті їхнього батька в 1936 році став Едуардом VIII. Після кризи зречення від престолу вона та її чоловік поїхали до колишнього Едуарда VIII, який на той час став герцогом Віндзорським, у замку Енцесфельд поблизу Відня. Пізніше, в листопаді 1947 року, вона нібито відмовилася бути присутньою на весіллі своєї племінниці, принцеси Єлизавети, з лейтенантом Філіпом Маунтбеттеном, оскільки не був запрошений герцог Віндзорський. Офіційною причиною неявки вона назвала стан здоров'я. У березні 1953 року вона перервала свій тур по Вест-Індії і перед тим, як повернутися до Лондона, зробила несподівану виправу до Нью-Йорка, де зустрілася з герцогом і герцогинею Віндзорськими. Вона позувала для фотографій з ними перед тим, як вони з герцогом сіли на корабель, на якому вони подорожували, щоб відвідати свою хвору матір, королеву Марію.

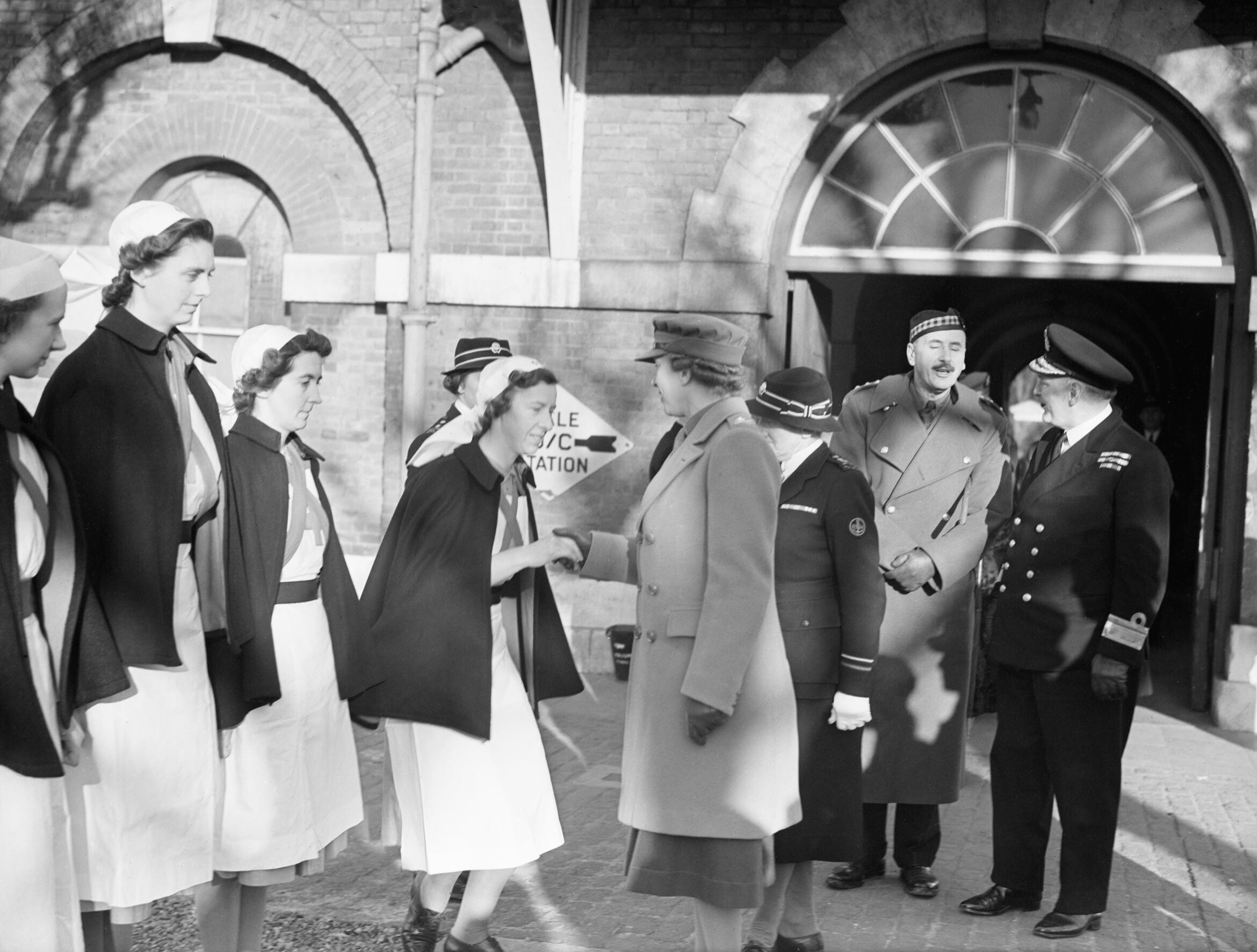
Королівська принцеса відвідує Королівський госпіталь Гаслар у 1943 році

З початком Другої світової війни Королівська принцеса стала головною контролеркою, а пізніше коменданткою диспетчера допоміжної територіальної служби, перейменованої у 1949 році в Жіночий королівський армійський корпус. На цій посаді вона подорожувала країною, відвідуючи її підрозділи, а також їдальні часів війни та інші соціальні організації. Після смерті в 1942 році її молодшого брата, герцога Кентського, вона стала президенткою лікарні Папворт. У 1950 році королівська принцеса стала головною коменданткою Королівської військово-повітряної служби медсестер принцеси Мері, а в 1956 році отримала почесне звання генералки британської армії. Крім того, в 1949 році 10-та Гуркська стрілецька дивізія була перейменована в 10-ту власну гуркську дивізію принцеси Марії на її честь.
Після смерті свого чоловіка в 1947 році королівська принцеса жила в Харевуд-хаусі зі своїм старшим сином і його сім'єю. Вона стала ректоркою Університету Лідса в 1951 році і продовжувала виконувати офіційні обов'язки в країні та за кордоном. Вона була присутня на коронації королеви Єлизавети II у червні 1953 року, а пізніше представляла королеву на святкуванні незалежності Тринідаду і Тобаго в 1962 році та Замбії в 1964 році. Одним із її офіційних зобов'язань було представляти королеву на похоронах королеви Швеції Луїзи на початку березня 1965 року. Королівська принцеса відвідала свого брата, герцога Віндзорського, в лондонській клініці в березні 1965 року, коли він відновлювався після недавньої операції на оці. Принцеса також зустрілася з його дружиною, герцогинею Віндзорською, — одна з небагатьох зустрічей герцогині з найближчими родичами її чоловіка, яка відбулася.

## Смерть і спадок
28 березня 1965 року під час прогулянки зі своїм старшим сином, лордом Гервудом, і його дітьми на території маєтку Гарвуд-хаус у королівської принцеси стався смертельний серцевий напад . Марії було 67 років. Її поховали поруч із чоловіком у сімейному сховищі Ласселлів у церкві Всіх Святих, Гарвуд, після приватних сімейних похоронів у соборі Йорка. У Вестмінстерському абатстві в Лондоні відбулася панахида. Її заповіт було скріплено в Лондоні після її смерті, а її майно оцінено в 347 626 фунтів стерлінгів (або 4,7 мільйона фунтів стерлінгів у 2022 році з поправкою на інфляцію).
За життя принцеси Мері правили шість британських монархів: Вікторія (її прабабуся), Едуард VII (її дідусь), Георг V (її батько), Едуард VIII і Георг VI (її брати) і Єлизавета II (її племінниця). Зазвичай її згадують як безперечну фігуру королівської родини. У фільмі «Абатство Даунтон» (2019) принцесу зіграла Кейт Філліпс.
Під час британського мандату в Палестині головна вулиця в Єрусалимі поруч із Старим містом називалася Вулицею Принцеси Мері. Після створення Ізраїлю назву вулиці було змінено на «Вулиця королеви Шломзіон» на честь єврейської цариці.

## Звання, стилі, відзнаки та герб

### Титули та звання
При народженні Мері була відома як «Принцеса Мері Йоркська». Мері не носила титул «Її Королівська Високість» від народження, вона отримала цей стиль лише в 1898 році завдяки патенту на листи, виданому її прабабусею, королевою Вікторією. Після смерті Вікторії в січні 1901 року Мері була відома як принцеса Мері Корнуольська та Йоркська, доки її батько не отримав титул принца Вельського в листопаді того ж року, коли вона прийняла титул «принцеса Мері Вельська».
Після вступу її батька на престол Георга V у 1910 році Мері прийняла тиутл «Її Королівської Високості Принцеси Мері». У 1922 році Мері одружилася з віконтом Ласселлесом і почала використовувати титул «Її Королівська Високість Принцеса Мері, віконтеса Ласселлес». Коли в 1929 році її чоловік став графом Гервуд, Мері стала відомою як «Її Королівська Високість Принцеса Мері, графиня Гервуд». У 1932 році її батько дав їй титул королівської принцеси, який раніше належав її тітці Луїзі до її смерті роком раніше. До кінця свого життя Мері була відома як «Її Королівська Високість Королівська Принцеса».

### Почесті
Британія, Британська імперія та Співдружність
- CI: Орден Корони Індії, 25 квітня 1919 р
- GCStJ : Великий хрест Богоматері Святого Іоанна Єрусалимського, 12 травня 1926 р.
- GBE: Великий Хрест Дами Ордена Британської Імперії, 3 червня 1927
- GCVO: Великий Хрест Богоматері Королівського Вікторіанського Ордену, 11 травня 1937[58]
- RRC: Королівський Червоний Хрест[59]
- Королівський сімейний орден короля Георга V[60]
- Королівський сімейний орден короля Георга VI[61]
- Королівський сімейний орден королеви Єлизавети II[60]

Іноземні
- Іспанія: Орден Королеви Марії Луїзи, 12 липня 1926[62]

Свобода міста
- 1952: Фрімен міста Йорк[63]

#### Почесні військові звання
Велика Британія
- 1935: старший полковник Королівського корпусу зв'язку
- 1939: головний контролер, а пізніше комендант контролера допоміжної територіальної служби[64]
- 1950: головний комендант військово -повітряних сил Королівської служби медсестер принцеси Мері[46]

#### Військові звання
- 1956: генерал британської армії[46]

### Герб

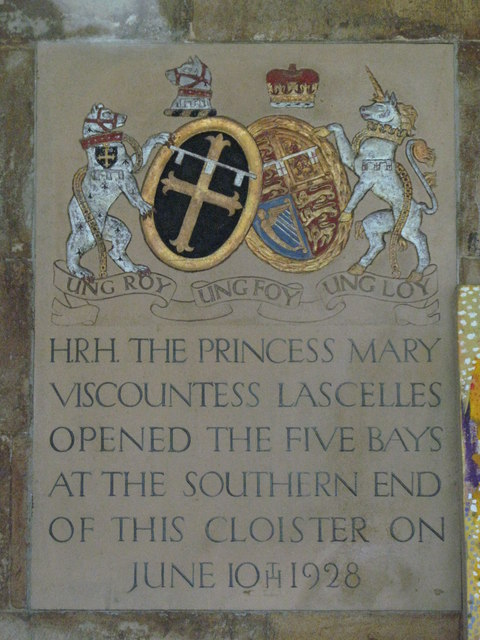
Меморіальна дошка в монастирі Святого Варфоломія Великого в Лондоні, що відзначає відкриття п'яти нових бухт віконтесою Лассель у 1928 році. На ньому зображені герби віконта та віконтеси, а також девіз віконта Ласселя: Ung roy, ung foy, ung loy — від його предків де Бургів: «один король, одна віра, один закон».

У 1931 році принцеса Мері, королівська принцеса і графиня Гервудська, була нагороджена власним особистим гербом, що був королівським гербом, що відрізнявся срібним лабелем у три хвости, кожен з яких мав червоний хрест.
| Герб принцеси Марії | Геральдичний прапор принцеси Марії | Mary's banner of arms in Scotland |